# Clematis villosa
Clematis villosa är en ranunkelväxtart. Clematis villosa ingår i släktet klematisar, och familjen ranunkelväxter.

## Underarter
Arten delas in i följande underarter:
- C. v. kirkii
- C. v. oliveri
- C. v. stanleyi
- C. v. villosa

## Bildgalleri

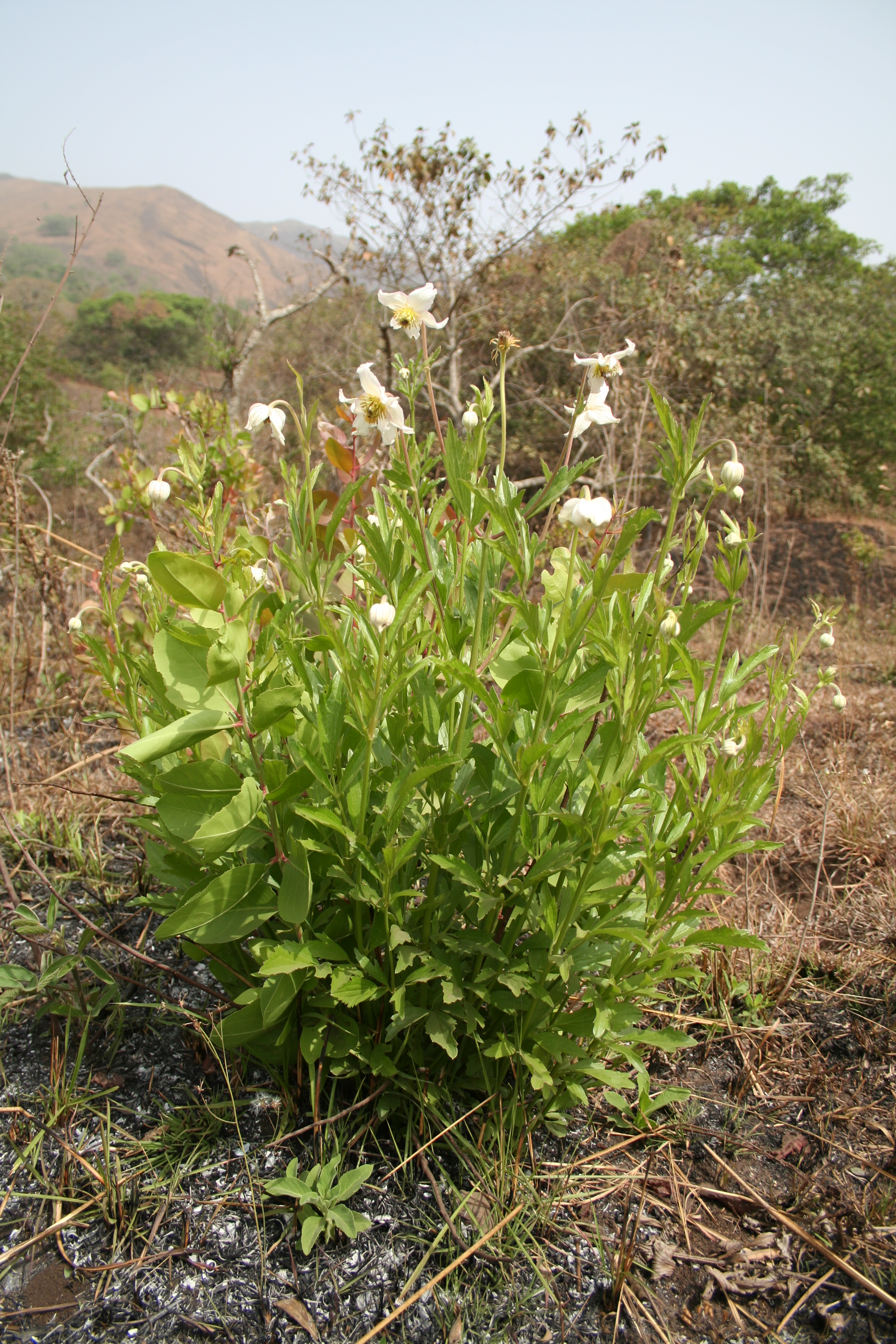
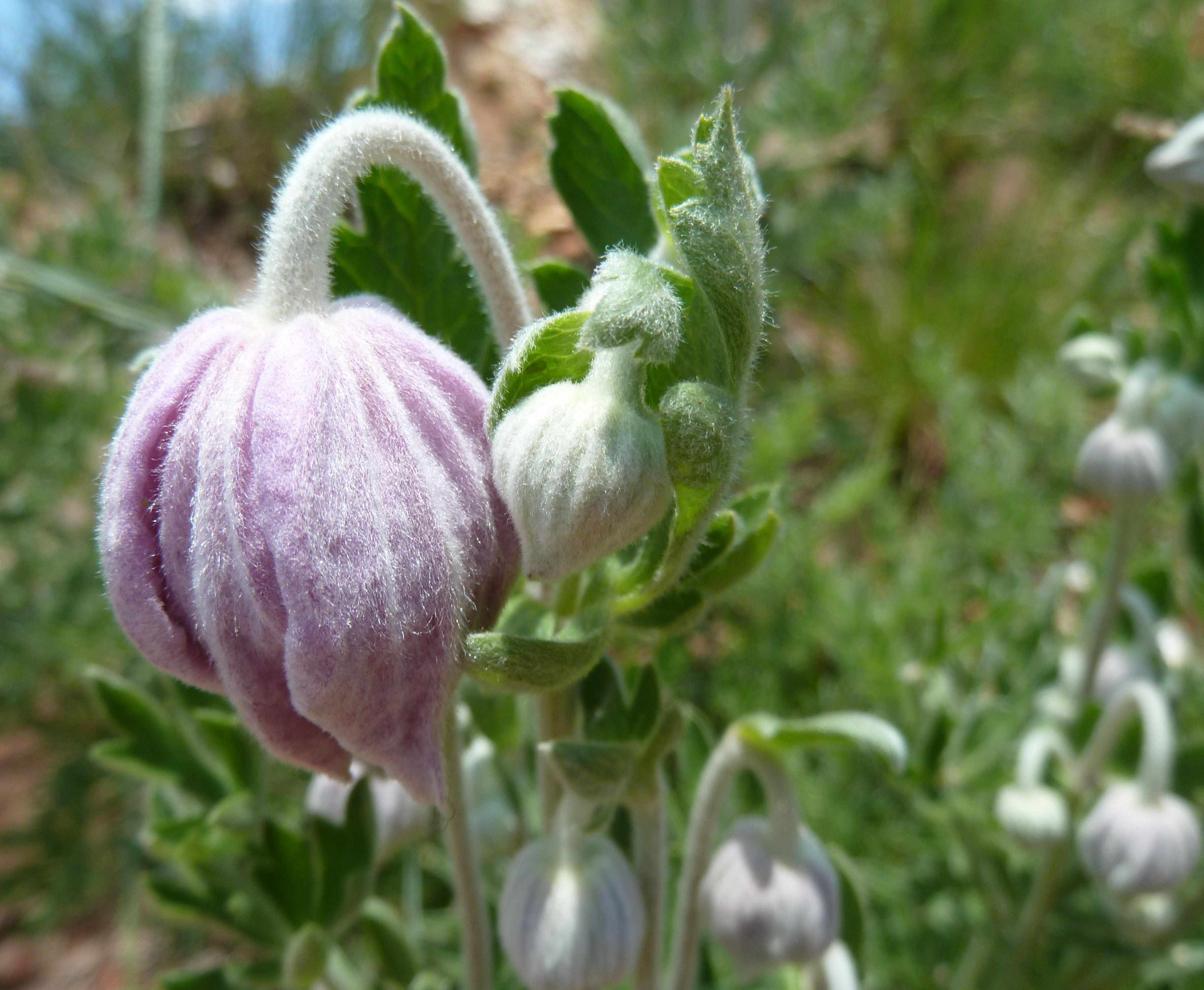
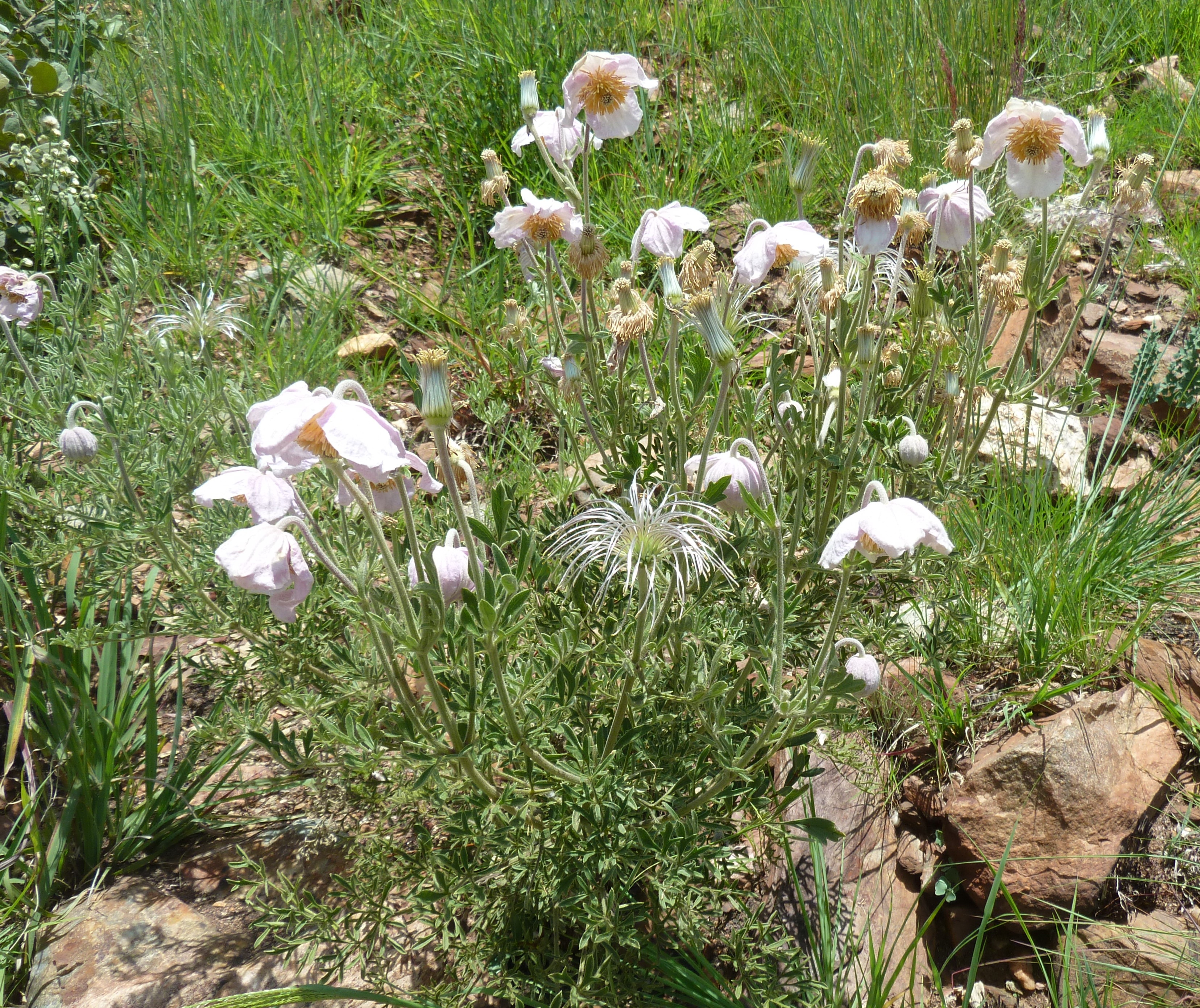
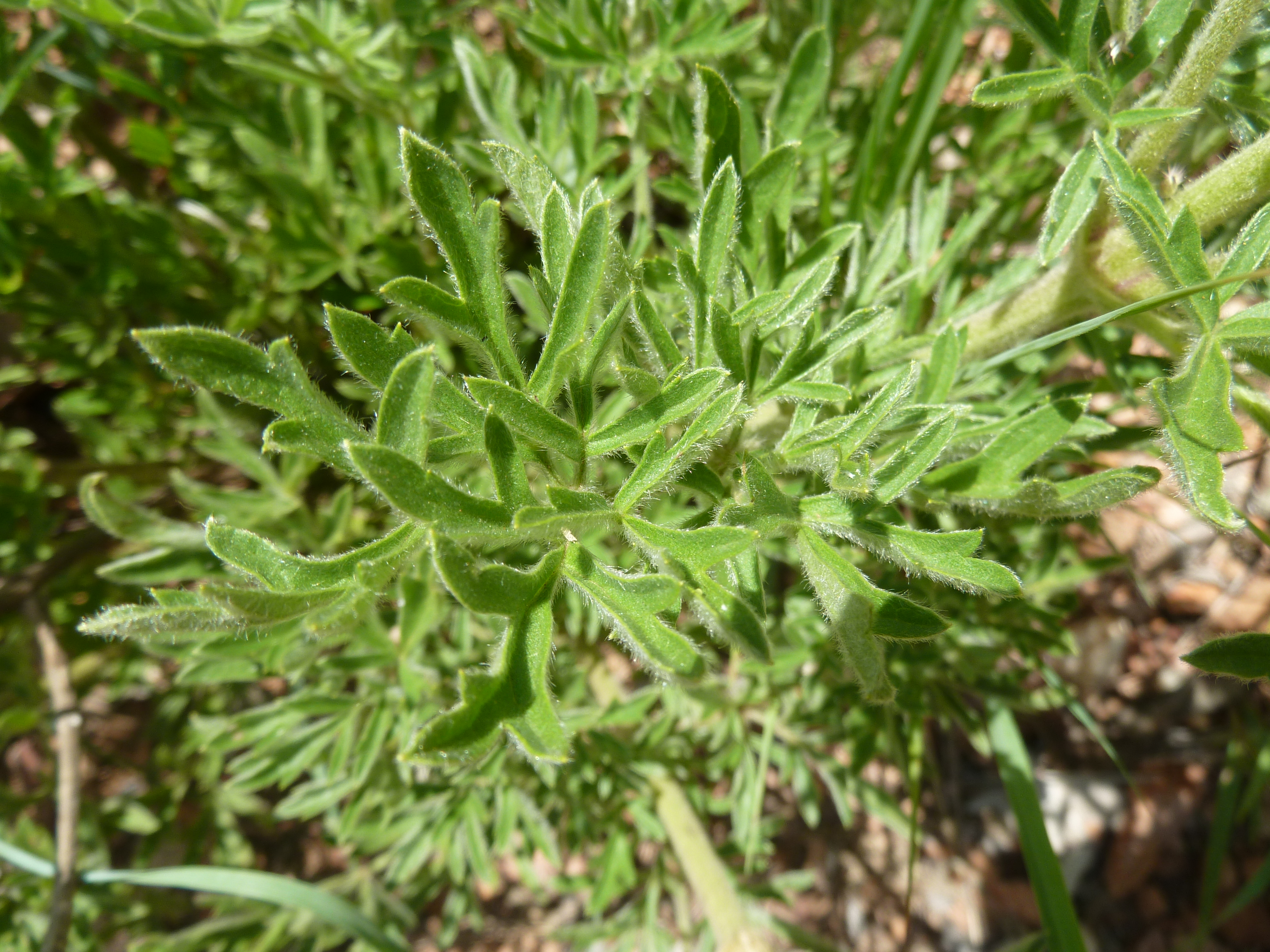